# Amleto e i suoi problemi
Amleto e i suoi problemi (Hamlet and His Problems) è un saggio scritto da T. S. Eliot nel 1919, il quale offre una lettura critica dell'Amleto. Il saggio è stato pubblicato per la prima volta ne Il bosco sacro nel 1920. È stato poi ristampato da Faber & Faber nel 1932.
Le critiche mosse ad Eliot sono dovute in parte alla sua irriverente affermazione che Amleto è "certamente un fallimento artistico". In questo saggio Eliot ha diffuso anche il concetto di correlativo oggettivo, un meccanismo utilizzato per evocare emozioni in un pubblico. Il saggio è anche un esempio di utilizzo di Eliot di quello che divenne noto come New Criticism.